# 선샤인 수족관

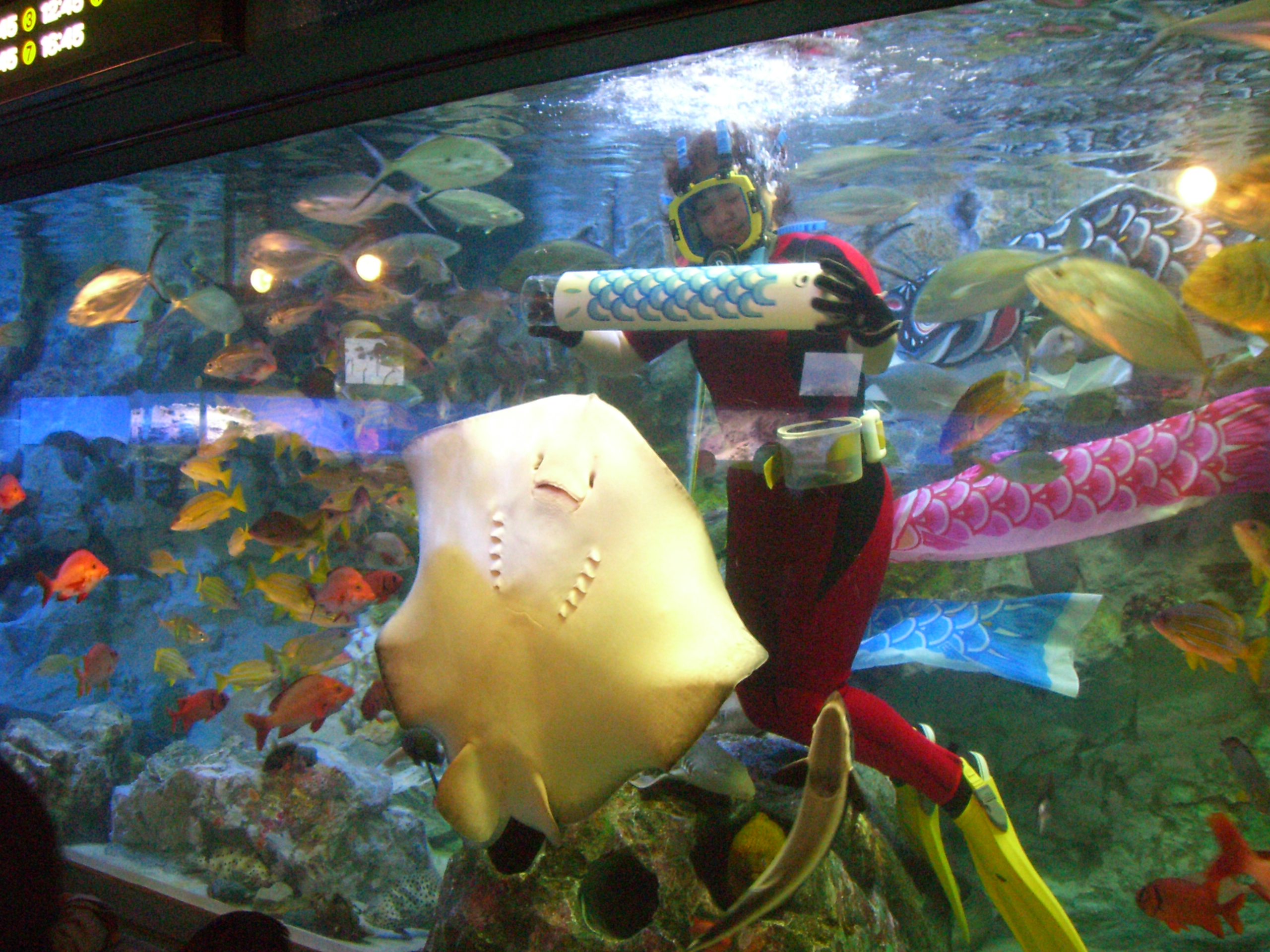
선샤인 수족관

선샤인 수족관(サンシャイン水族館)은 일본 도쿄도 도시마구 이케부쿠로 선샤인시티 내 월드임포트마트 10층에 있는 수족관이다. 물고기뿐만 아니라 조류와 파충류 등을 그대로 재현하였으며, 여성 다이버가 수중 마이크로 물고기에 대해 설명해주며 먹이를 주는 수중쇼와 수족관 뒤편을 탐험하는 가이드투어 등이 있다.

## 같이 보기
- 선샤인시티